# Gysbert Japiks

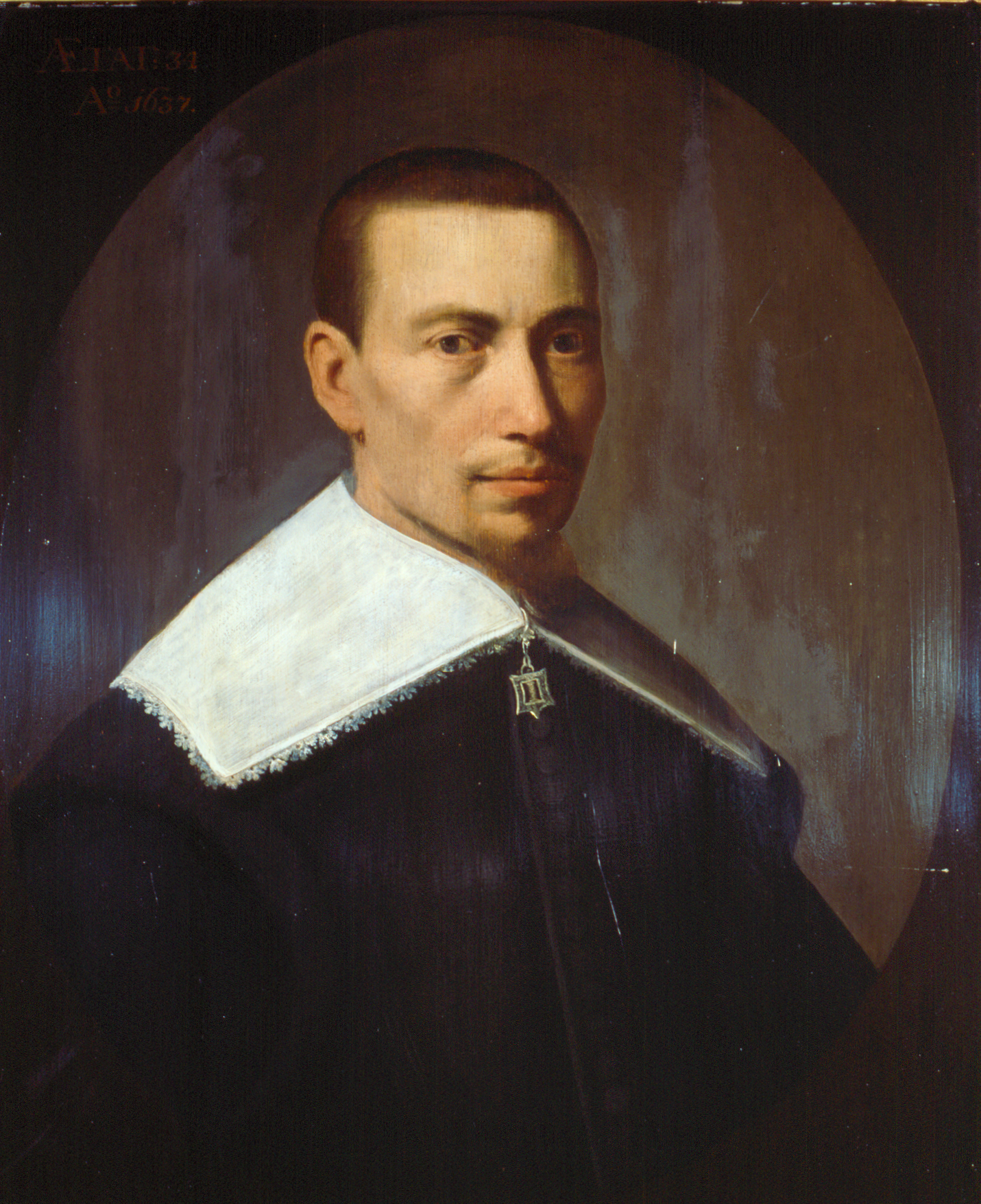

Gysbert Japiks (Boalsert, Província da Frísia, 1603 - 1666) foi um escritor neerlandês.
Admirava Horácio e Ovídio e foi defensor da memmentael (língua materna) que conseguiria elevar o frisão a língua literária. Sua obra poética conhecida é Fryske rijmlerye e Friessche tjerne.